# کان یکچکینه
کانی کچکینه، روستایی از توابع بخش مرکزی شهرستان روانسر در استان کرمانشاه ایران است فاصله آن تا شهر روانسر حدود پنج کیلومتر است.

## جمعیت
این روستا در دهستان بدر قرار دارد و براساس سرشماری مرکز آمار ایران در سال ۱۳۸۵، جمعیت آن ۸۹ نفر (۲۳خانوار) بوده‌است.